# 拔塞
拔塞（Barsils ~ Barsilts，希腊语：Βαρσὴλτ Barsilt；古突厥语 𐰋𐰼𐰾𐰠 *Bersel或Bärsil/Barsïl；中古藏语：Par-sil）是鐵勒十五部之一，是一支半游牧乌古尔突厥语族群，可能与Bagrasik相吻合。在古典时代晚期叙利亚的撒迦利亚修辞学者（Zacharias Rhetor）手稿中，拔塞人被列入杰尔宾特以北的草原民族中，6世纪下半叶的文献也提到与阿瓦尔人西迁有关的情况。据狄奥菲拉克特·西莫卡塔，阿瓦尔人到来时，“Barsilt (Barsilian)人、欧诺古尔人(Onogur)、沙比尔人惊恐万分……向新来者赠送了精美的礼物。”拔塞是今天卡拉恰伊人和巴爾卡爾人祖先之一。
2017年，新加坡学者杨邵允将拔塞人同铁勒白霫部（中古汉语 *bˠæk̚-ziɪp̚）相关联。。《通典》（801）中，“白霫”简称作“霫”，是匈奴的后裔，分布在潢河以北，鲜卑故地的靺鞨附近。白霫能征兵万余人，习俗类似于突厥，曾是东突厥颉利可汗的附庸。首领号为“俟斤”。在唐太宗时（~636）内附。《辽史》（1344）将白霫同中京一带的蒙古族族群庫莫奚（中古汉语 *kʰuoH-mɑk̚-ɦei）相关联。8世纪由5名吐蕃探险家所刻的一块中古藏语铭文中，可能是将庫莫奚与白霫合称为He-tse（《辽史》奚霫）。不过，同一份资料认为He-tse与Par-sil是不同的，并将后者列入默啜统治的12个突厥部落中。
Zuev (2002)也指出，中国史料关于西突厥（c. 630）的记载中，提到“豹汗”拔塞幹Barsqan（中古汉语 *b'uat-sai-kan），由Tun-ashpa-[ra]-erkin率领，是弩失毕（< 古突厥语 *Oŋ-Şadapït）右翼5首领之一。
在一份7世纪亚美尼亚地理著作的记载中，拔塞人生活在一座岛上，与保加尔人及可萨人完全不同，且与他们不和。另外，书中还描述他们有大群绵羊，证明他们至少是部分游牧的。Mikhail Artamonov推测，“Barsilia”位于达吉斯坦北部，后来的学者对此提出质疑，因为当时的人群似乎大多定居在永久性要塞城镇。
一些考古学家认为，拔塞人分布在伏尔加河三角洲附近，这也解释了亚美尼亚记载称他们“岛民”的原因。若真是这样，则他们一定是被可萨人征服，因为8世纪中叶之后其首都阿的尔就在伏尔加河下游。
据说一部分拔塞人定居在伏尔加河中游的伏尔加保加利亚。10世纪时，ibn Rustah报告称，伏尔加保加尔分三部，是“Bersula”、“Esegel”、“Bulgar”。之后，拔塞人可能被同化，成为保加尔人一部分。

## 脚注
1. ↑  "Tariat Inscription" （页面存档备份，存于）, line 17, at Türik Bitig
2. ↑  Klyashtorny, S. G. . Acta Orientalia Academiae Scientiarum Hungaricae. 1982, 36 (1/3): 335–366. JSTOR 23657859.
3. ↑  Dimitrov, D. "Sabirs, Barsils, Belendzheris, Khazars", The Proto-Bulgarians north and west of the Black Sea. Varna, 1987. p. 8 of 64. pdf （页面存档备份，存于）
4. ↑  Theophylact Simocatta, Historiae VII.7. (1887) Carl de Boor's Teubner edition. p. 258 (in Greek)
5. ↑  Yang, Shao-yun (2017). "Letting the Troops Loose: Pillage, Massacres, and Enslavement in Early Tang Warfare" in Journal of Chinese military History, 6 p. 31 of 1-52
6. ↑  杜佑. 《通典·卷200》：“霫，匈奴之別種，隋時通焉。與靺鞨為鄰，理潢水北，亦鮮卑故地。勝兵萬餘人。習俗與突厥略同。亦臣於頡利，其渠帥號為俟斤。大唐貞觀中，遣渠帥內附。”
7. ↑  脱脱等人. 《辽史·卷116》：“奚、霫 [...]　國名。中京地也。”
8. ↑  Venturi, Federica (2008). "An Old Tibetan document on the Uighurs: A new translation and interpretation". Journal of Asian History. 1 (42): p. 22 of 1-34
9. ↑  Zuev, Yu. A., Rannie tyurki: ocherki istorii i ideologii, Dajk-Press, Almaty, 2004. p. 67
10. ↑  Venturi, Federica. . Journal of Asian History. 2008, 1 (42): 21.
11. ↑  Dobrovits, Mihály. . Acta Orientalia Academiae Scientiarum Hungaricae. 2004, 57 (3): 257–262. doi:10.1556/AOrient.57.2004.3.1.
12. ↑  Yu. Zuev, "The Strongest tribe - Izgil"//Historical and Cultural Relations Between Iran and Dasht-i Kipchak in the 13th through 18th Centuries, Materials of International Round Table, Almaty, 2004, p. 53, ISBN 9965-699-14-3